# Гутьеррес, Себастьян
Себа́стьян Гутье́ррес (англ. Sebastian Gutierrez; род. 10 сентября 1974, Каракас, Венесуэла) — американский кинорежиссёр, сценарист и продюсер, известный по таким фильмам, как «Поцелуй Иуды», «Готика», «Змеиный полёт» и «Глаз».

## Карьера
В 1994 году Гутьеррес начал свою карьеру в качестве актёра, снявшись в фильме «Сосед сверху». Позже он появился в эпизодических ролях в фильмах «Под знаком смерти» и «Блюз свадебных колокольчиков».
Режиссёрским дебютом Гутьерреса в 1998 году стал фильм «Поцелуй Иуды» с Эммой Томпсон и Аланом Рикманом в главных ролях. После этого он написал сценарий к фильмам «Готика», «Большая кража» и «Змеиный полёт». В 2007 году Гутьеррес стал режиссёром и сценаристом фильма «Вампирша» с Люси Лью в главной роли.
В 2009 году он снял фильм «Женщины в беде» с Карлой Гуджино в главной роли, а в 2010 году его продолжение «Электра Люкс». Фильмы, ставшие дебютом Гутьерреса ещё и в качестве продюсера, были выпущены сразу для просмотра в интернете. В 2011 году был выпущен фильм «Девушка входит в бар».
Последней работой Гутьерреса в 2012 году стала криминальная драма «Отель „Нуар“», снятая в чёрно-белом стиле, а в 2013 году он стал исполнительным продюсером фильма «Три дня в Гаване».

## Личная жизнь
С 2004 года Гутьеррес состоит в отношениях с актрисой Карлой Гуджино, с которой познакомился на съемках телесериала «Карен Сиско».

## Фильмография

### Актёр
- 1994 — Сосед сверху / The Upstairs Neighbour — Эрик
- 1995 — Под знаком смерти / Toughguy — Эрик Эспинноза
- 1996 — Блюз свадебных колокольчиков / Wedding Bell Blues — Густаво

### Режиссёр
- 1998 — Поцелуй Иуды / Judas Kiss
- 2001 — Ужас из бездны / Mermaid Chronicles Part 1: She Creature
- 2007 — Вампирша / Rise
- 2009 — Женщины в беде / Women in Trouble
- 2010 — Электра Люкс / Elektra Luxx
- 2011 — Девушка входит в бар / Girl Walks Into a Bar
- 2012 — Отель «Нуар» / Hotel Noir
- 2018 — Элизабет Харвест / Elizabeth Harvest

### Сценарист
- 1998 — Поцелуй Иуды / Judas Kiss
- 2001 — Ужас из бездны / Mermaid Chronicles Part 1: She Creature
- 2003 — Готика / Gothika
- 2004 — Большая кража / The Big Bounce
- 2004 — Карен Сиско / Karen Sisco
- 2006 — Змеиный полёт / Snakes on a Plane
- 2007 — Вампирша / Rise
- 2008 — Глаз / The Eye
- 2009 — Женщины в беде / Women in Trouble
- 2010 — Электра Люкс / Elektra Luxx
- 2010 — Намёк / Tell-Tale
- 2011 — Девушка входит в бар / Girl Walks Into a Bar
- 2012 — Отель «Нуар» / Hotel Noir
- 2018 — Элизабет Харвест / Elizabeth Harvest
- 2019 — Джетт / Jett, сериал

### Продюсер
- 2009 — Женщины в беде / Women in Trouble
- 2010 — Электра Люкс / Elektra Luxx
- 2011 — Девушка входит в бар / Girl Walks Into a Bar
- 2012 — Отель «Нуар» / Hotel Noir
- 2013 — Три дня в Гаване / Three Days in Havana
- 2018 — Элизабет Харвест / Elizabeth Harvest